# Gisèle d'Ailly van Waterschoot van der Gracht
Marie Giselle Madeleine Josephine (Gisèle) d'Ailly-van Waterschoot van der Gracht, conocida como Gisèle van Waterschoot van der Gracht  o como  Gisèle (La Haya, 11 de septiembre de 1912 - Ámsterdam, 27 de mayo de 2013 ) fue una artista y mecenas de arte neerlandesa, pintora y vidriera.

## Biografía
Nació de la familia católica de la nobleza Van Waterschoot van der Gracht, hija del geólogo Dr. WA ir. JM van Waterschoot van der Gracht (1873-1943) y la austriaca Josephine Rudolfine Maria Gisella Ferdinandine Freiin (baronesa) von Hammer Purgstall (1881-1955); La pareja tuvo tres hijos, además de Giselle. Era nieta de Walther Simon Joseph van Waterschoot van der Gracht (1845-1921).  Su padre trabajó, entre otros, para Shell y Staatsmijnen. Gisèle fue multilingüe, al crecer  en La Haya, Estados Unidos, Austria y el castillo de Wijlre (Limburgo). En 1959, la artista se casó con Arnold Jan d'Ailly, que había sido alcalde de Ámsterdam desde 1946, pero tuvo que dimitir en 1956 debido a su relación con ella. Fueron enterrados juntos  en el cementerio De Akker Gods, junto a la iglesia Stompe Toren en Spaarnwoude.

## Trayectoria y obra
De 1931 a 1933, Van Waterschoot van der Gracht estudió en la École des Beaux Arts de París. Allí se hizo amiga de Judy Michiels van Kessenich, a través de la cual conoció a Joep Nicolas, artista de Limburgo, para quien trabajó como asistente de 1935 a 1939 en su estudio en Leeuwen (cerca de Roermond). Allí aprendió, entre otras cosas, a realizar vidrieras. También pintó, al óleo sobre lienzo, su estudio en Leeuwen (1936), el huerto de sus padres en Wijlre y un retrato de su padre (1937). En la exposición retrospectiva Arte contemporáneo de Limburgo, en el Gemeentemuseum de La Haya y en el Gemeentemuseum de Arnhem (1937/38), se presentaron cinco de sus óleos y una serie de ilustraciones para el poema Cuentos de peces, escrito por ella misma. Tras la partida de Nicolas a los Estados Unidos en 1939, pensó en hacerse cargo de su estudio, pero finalmente, tras completar varios encargos, decidió dejar Limburgo.

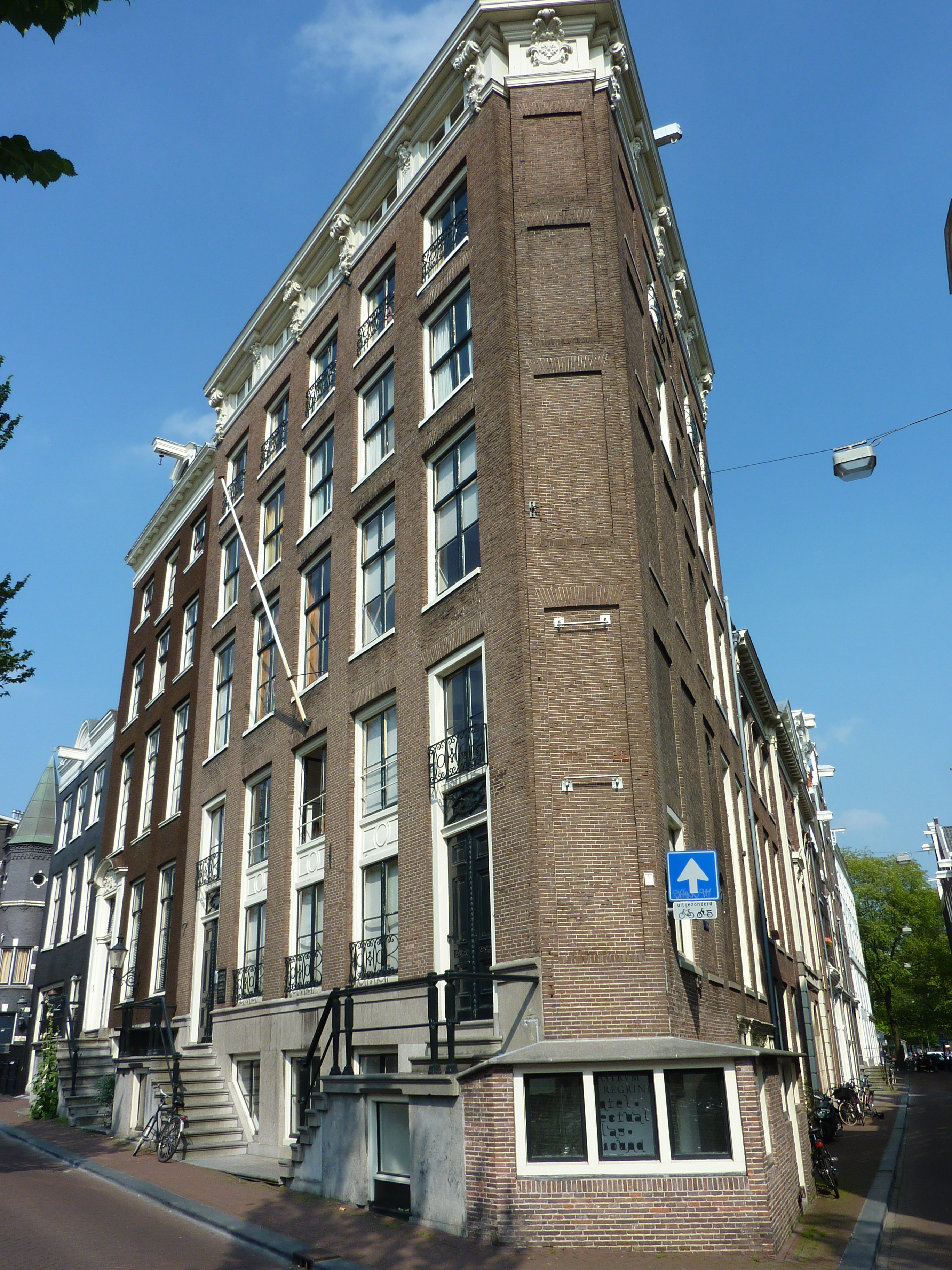
Herengracht 401, Ámsterdam

En 1939-40 permaneció habitualmente en Bergen, donde se habían mudado sus padres. Aquí entró en contacto con Adriaan Roland Holst, E. du Perron y el poeta alemán Wolfgang Frommel. En 1940 se mudó a un estudio en Ámsterdam. Junto con Frommel, escondió durante los años de la Segunda Guerra Mundial a dos estudiantes de arte judíos en su casa de Herengracht. Por esta actuación de ayuda recibió el premio Yad Vashem en 1998.

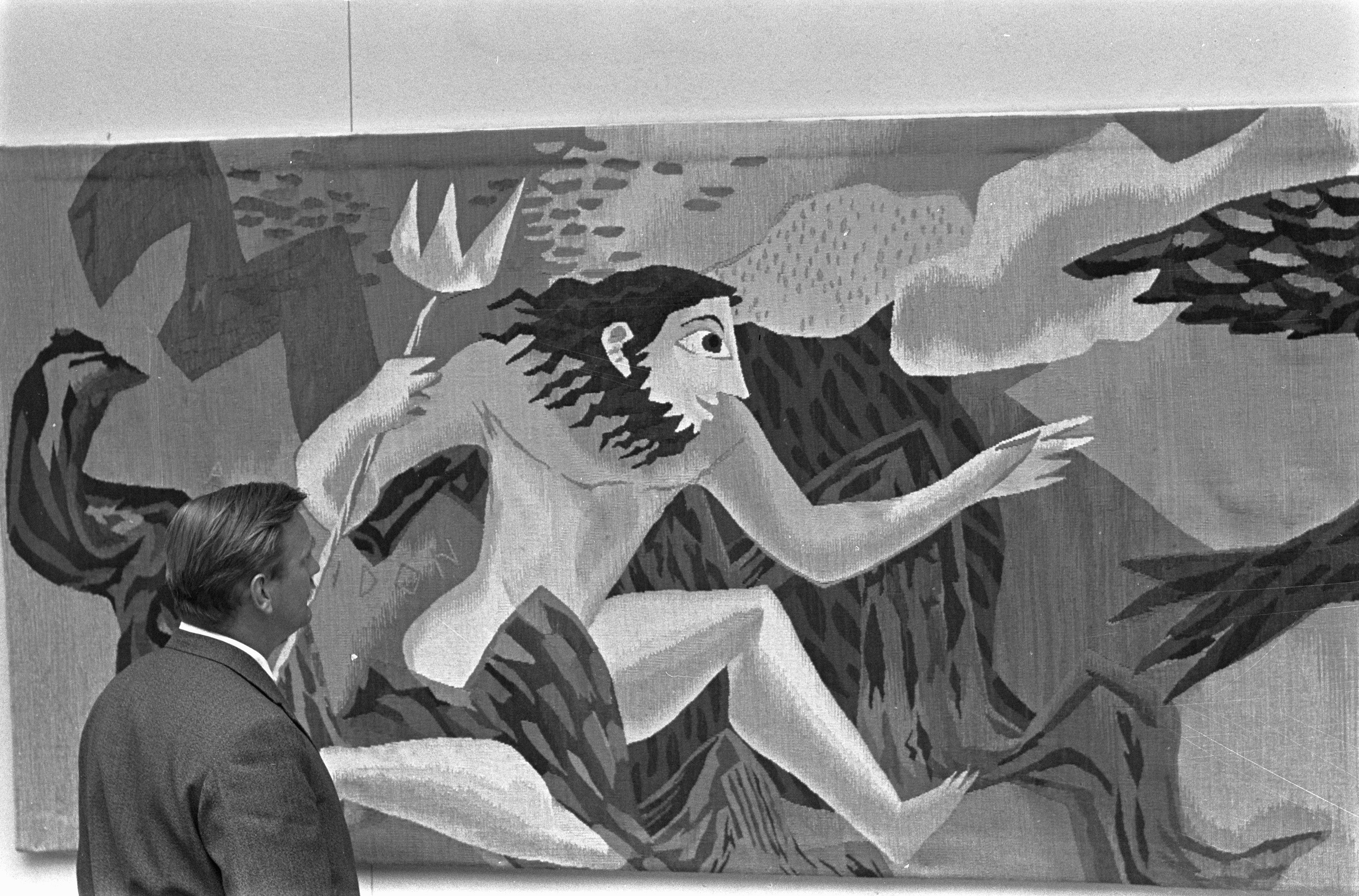
Exposición de tapices de Van Waterschoot van der Gracht en 1959

Después de la guerra, las personas a las que escondió permanecieron viviendo con ella. En este período se creó la fundación Castrum Peregrini. Este nombre,  que en latín significa 'Castillo del Peregrino', fue el seudónimo con el que se conoció su casa durante la Segunda Guerra Mundial. La fundación, para artistas,  contó con dos donaciones importantes de la artista y de Selina Pierson. Tras la muerte de su marido en 1967, vivió y trabajó los veranos durante más de 25 años en su estudio de la isla griega de Paros, en un pequeño edificio de un antiguo monasterio que había "descubierto" con su marido en 1965, y que  adaptó para dedicarse a la pintura.
El 29 de enero de 2011 recibió del alcalde de Ámsterdam, Eberhard van der Laan, la orden de Caballero de la Orden de Orange-Nassau, un reconocimiento real por su mecenazgo artístico. Aún pudo participar activamente en las festividades que rodearon su centenario en septiembre de 2012. Sin embargo, en enero de 2013, su salud se deterioró debido a una caída en su estudio. Murió en su casa el 27 de mayo de 2013.  Está enterrada junto a su marido y sus amigos del período de la  guerra en el cementerio de Spaarnwoude, junto a la iglesia De Stompe Toren. En septiembre de 2013, su equipo habitual de Castrum Peregrini conmemoró sus cien años al incluirla en la sociedad  De Industrieele Groote Club de Ámsterdam.
Cuando Gisèle tenía 84 años fue protagonista del programa televisivo Gisele's Stone realizado Cees van Ede. Este documental fue emitido en 1997 y repetido 16 años después de su muerte en la serie documental Het uur van de Wolf  (La hora del lobo).  Susan Smit escribió la novela histórica Gisèle en 2013, en la que fue presentado A. Roland Holst como uno de sus amantes . En 2018, Annet Mooij publicó la biografía De Eeuw van Gisèle. Mythe en werkelijkheid van een kunstenares (El siglo de Gisèle. Mito y realidad de un artista).

## Obra
- En la segunda mitad de los años 40 y principios de los 50 pintó las vidrieras de la capilla del Begijnhof en Ámsterdam, que firmó con "Gisele".